# Vierkampf

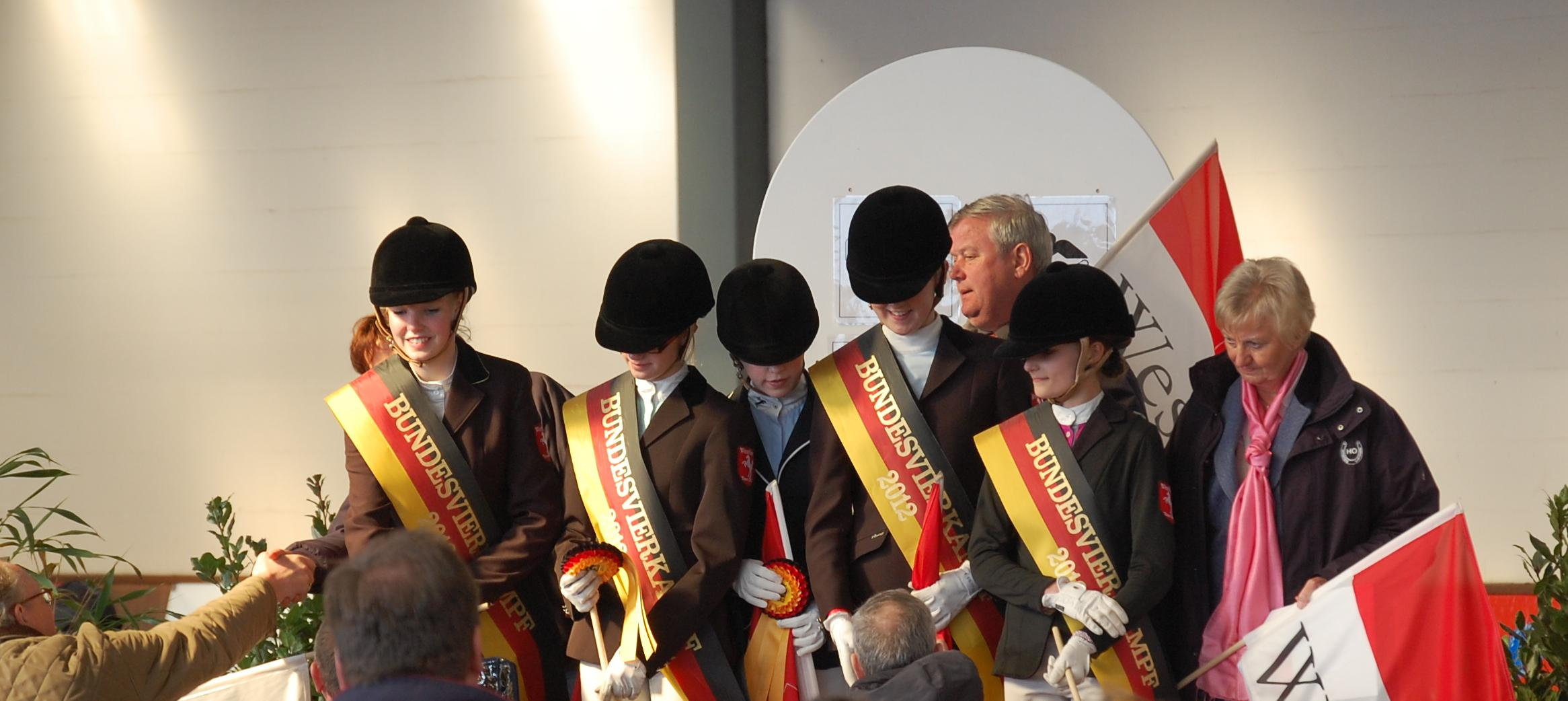
Die siegreiche Mannschaft des Bundesvierkampfs 2012

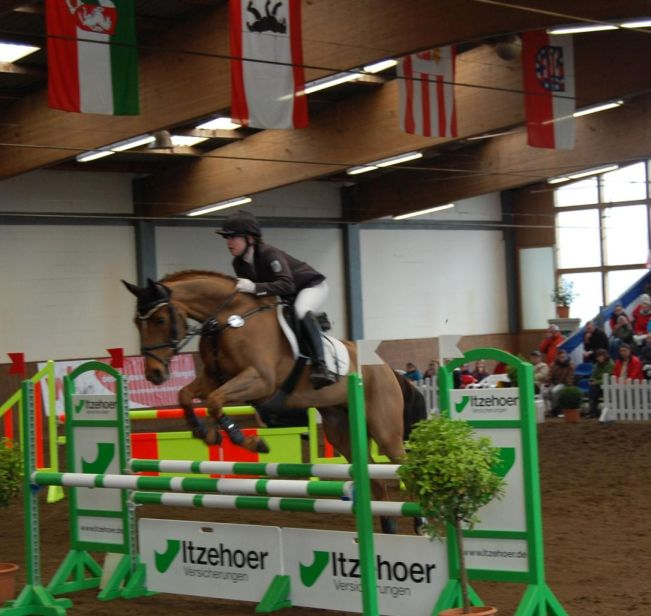
Teilprüfung Springreiten: Eine Reiterin mit einem ihr zugelostem Pferd einer anderen Landesmannschaft, Bundesvierkampf 2012

Vierkampf ist eine Mehrkampfsportart. Sie besteht aus vier Disziplinen:
Im A-Niveau sind dies:
- 3-Kilometer-Geländelauf,
- 50-Meter-Freistilschwimmen,
- Dressurreiten (Dressurprüfung Klasse A) sowie
- Springreiten (Stilspringprüfung Klasse A).

Im E-Niveau sind dies:
- 2-Kilometer-Geländelauf,
- 50-Meter-Freistilschwimmen,
- Dressurreiten (Dressurprüfung Klasse E) sowie
- Springreiten (Stilspringprüfung Klasse E).

Der Vierkampf wird üblicherweise als Mannschaftssport, teilweise aber auch als Einzelwettkampf, betrieben. Mannschaften bestehen aus vier Personen und einem Ersatzreiter. Die Wertung erfolgt anhand einer vorgegebenen Wertungstabelle, es gibt nach Zeit und Geschlecht Punkte, anhand deren das Ergebnis ermittelt wird.

## Bundesvierkampf
Der Deutschlandpreis der Vierkämpfer (Bundesvierkampf), der jährlich im April an wechselnden Austragungsorten der Bundesrepublik Deutschland stattfindet, ist ein Preis für Junior-Vierkämpfer bis einschließlich 18 Jahren. Er ist in den unten genannten Jahren, wie folgt, ausgegangen. Er wird auf A-Niveau ausgerichtet.
Im Bundesvierkampf treten in den Reitdisziplinen die Mannschaft jeweils nur mit zwei Pferden an. Dazu werden zwei Pferde von anderen Mannschaften zugelost. Innerhalb von ca. fünf Minuten muss sich der vorher ausgewählte Fremdreiter auf das andere Pferd einstellen und dieses dann in den jeweiligen Reitdisziplinen (Dressur/Springen) vorstellen. Damit soll ermittelt werden, wie die Teilnehmer auf Anhieb mit fremden Pferden zurechtkommen.
Bei dem Bundesnachwuchsvierkampf, der zusammen zum Bundesvierkampf durchgeführt wird, tritt jeder mit seinem Pferd in der Dressur und im Springen an. Zugelassen sind Teilnehmer, die im laufenden Jahr nicht älter als 14 Jahre alt werden. Dieser Wettbewerb findet auf E-Niveau statt.
Verschiedene Landesverbände führen im Vorfeld eine Landessichtung durch. Anschließend werden die Teilnehmer durch die jeweiligen Landestrainer vorbereitet.

### Mannschaftskampf
| Datum                    | Austragungsort (Bundesland)        | Sieger/1. Platz (m./f.)                                                                                                   | Siegerherkunft      |
| ------------------------ | ---------------------------------- | --- | ------------------- |
| …. … 1974                | … (…)                              | … | …                   |
| …                        | … (…)                              | … | …                   |
| 20.–22. April 2001       | Lübeck (Schleswig-Holstein)        | Vivien Küst (f.) Jule Lüneburg (f.) Manuela Kisse (f.) Julius Marsian (m.)                                                | Schleswig-Holstein  |
| …. … 2002                | … (…)                              | … | …                   |
| 26. + 27. April 2003     | Essen (Nordrhein-Westfalen)        | Anna Börkel (f.) Kathrin Rütten (f.) Laura Wendels (f.) Oana Surbach (f.)                                                 | Rheinland-Pfalz     |
| …. … 2004                | … (…)                              | … | …                   |
| …. … 2005                | … (…)                              | … | …                   |
| 4. Juni 2006             | Coesfeld (Nordrhein-Westfalen)     | Anke Esser (f.) Isabelle Oster (f.) Laura Brügging (f.) Christian Ridde (m.)                                              | Nordrhein-Westfalen |
| 21. + 22. April 2007     | Hünxe (Nordrhein-Westfalen)        | Melanie Held (f.) Yvonne Kemmer (f.) Delia Mangelkramer (f.) Andreas Jurk (m.)                                            | Bayern              |
| 18.–20. April 2008       | Schopfheim (Baden-Württemberg)     | Eva Hövener (f.) Barbara Lohmann (f.) Franziska Große-Boes (f.) Gregor Bensmann (m.)                                      | Nordrhein-Westfalen |
| 24.–26. April 2009       | Fürstenwald (Hessen)               | Christa Middendorf (f.) Franziska Große Boes (f.) Marie-Claire Pöppelmann (f.) Gregor Bensmann (m.) Marius Brinkmann (m.) | Nordrhein-Westfalen |
| 17. + 18. April 2010     | Neunkirchen (Saarland)             | Jette Friedrichs (f.) Anna Maria Holkenbrink (f.) Anna Muster (f.) Marie-Claire Pöppelmann (f.)                           | Westfalen           |
| 8.–10. April 2011        | Neustadt (Dosse) (Brandenburg)     | Dorothea Paar (f.) Anne Lubina (f.) Julika Heins (f.) Elena Herold (f.)                                                   | Hannover            |
| 30. März – 1. April 2012 | Norderstedt (Schleswig-Holstein)   | Laurien Hawerkamp (f.) Jana Pölling (f.) Laura Keppelhoff (f.) Anna Reckmeyer (f.)                                        | Westfalen           |
| 19.–21. April 2013       | Wolfsburg (Niedersachsen)          | Nadine Zimmermann (f.) Jana Wenninger (f.) Leandra Martin (f.) Hannah Allescher (f.)                                      | Bayern              |
| 28.–30. März 2014        | Zweibrücken (Rheinland-Pfalz)      | Janne Ritters (f.) Gönna Hansen (f.) Tim Luca Bauer (m.) Niklas Bruhn (m.)                                                | Schleswig-Holstein  |
| 17.–19. April 2015       | Freckenhorst (Nordrhein-Westfalen) | Johanna Schulze Thier (f.) Greta Busacker (f.) Franziska Hölper (f.) Nina Sparwel(f.)                                     | Westfalen 2         |
| 22.–24. April 2016       | Langenfeld (Nordrhein-Westfalen)   | Louisa Wehrmann (f.) Jula Sophie Stöckmann (f.) Fraia-Sophie Flachsbart (f.) Lara-Mayleen Hornschuh (f.)                  | Hannover            |
| 21.–23. April 2017       | Ansbach (Bayern)                   | Madita Hendriks (f.) Lea-Marie Mäser (f.) Isabelle Rüdiger (f.) Janna Schautes (f.)                                       | Hessen              |
| 20.–22. April 2018       | Fürstenwald (Hessen)               | Leo-Alexander Weiffenbach (m.) Clara Gaebert (f.) Laura Taebling (f.) Malin Hellwig (f.)                                  | Berlin-Brandenburg  |
| 26.–28. April 2019       | Münchehofe (Brandenburg)           | Frieda-Johanna Spork (f.) Johann Vogt (m.) Fiona Mönsters (f.) Laurenz Terbrack (m.)                                      | Westfalen           |

### Einzelkampf
| Datum                    | Austragungsort (Bundesland)        | Sieger/1. Platz (m./f.)      | Siegerherkunft      |
| ------------------------ | ---------------------------------- | ---------------------------- | ------------------- |
| …                        | … (…)                              | …                            | …                   |
| 21. + 22. April 2007     | Hünxe (Nordrhein-Westfalen)        | Delia Mangelkramer (f.)      | Bayern              |
| 19. + 20. April 2008     | Schopfheim (Baden-Württemberg)     | Gregor Bensmann (m.)         | Nordrhein-Westfalen |
| 24.–26. April 2009       | Fürstenwald (Hessen)               | Marie-Claire Pöppelmann (f.) | Nordrhein-Westfalen |
| 17. + 18. April 2010     | Neunkirchen (Saarland)             | Marie-Claire Pöppelmann (f.) | Westfalen           |
| 8.–10. April 2011        | Neustadt (Dosse) (Brandenburg)     | Dorothea Paar (f.)           | Hannover            |
| 30. März – 1. April 2012 | Norderstedt (Schleswig-Holstein)   | Laurien Hawerkamp (f.)       | Westfalen           |
| 19.–21. April 2013       | Wolfsburg (Niedersachsen)          | Antonia Wendel (f.)          | Westfalen           |
| 28.–30. März 2014        | Zweibrücken (Rheinland-Pfalz)      | Niklas Bruhn (m.)            | Schleswig-Holstein  |
| 17.–19. April 2015       | Freckenhorst (Nordrhein-Westfalen) | Johanna Schulze Thier (f.)   | Westfalen           |
| 22.–24. April 2016       | Langenfeld (Nordrhein-Westfalen)   | Jonathan Gack (m.)           | Bayern              |
| 21.–23. April 2017       | Ansbach (Bayern)                   | Isabelle Rüdiger (f.)        | Hessen              |
| 20.–22. April 2018       | Fürstenwald (Hessen)               | Carolin Pölling (f.)         | Westfalen           |
| 26.–28. April 2019       | Münchehofe (Brandenburg)           | Laurenz Terbrack (m.)        | Westfalen           |